# Freshlyground
Freshlyground is een Zuid-Afrikaanse popband.
De band werd in 2002 opgericht in Kaapstad. De bandleden zijn afkomstig uit Zuid-Afrika, Mozambique en Zimbabwe. De muziek van Freshlyground is een mix van Zuid-Afrikaanse muziek, blues, jazz, rock, jive en indie.
In 2003 bracht de groep zijn eerste album uit, "Jika Jika". Eind 2004 bracht de band zijn tweede album uit, Nomvula. Dit album bereikte al snel de platina-status in Zuid-Afrika. In 2007 bracht Freshlyground het album Ma 'Cheri uit, dit album behaalde in Zuid-Afrika vijf keer de platina-status. Het nieuwste album wat in mei 2010 door Freshlyground werd uitgebracht heet Radio Africa.
Freshlyground heeft samen met zangeres Shakira het Wereldkampioenschap voetbal 2010 in Zuid-Afrika muzikaal vertegenwoordigd met het nummer Waka waka (This time for Africa).

## Bezetting
- Simon Attwel - zanger/fluitist
- Zolani Mahola - zangeres
- Aron Turest-Swartz - toetsenist/percussionist
- Kyla-Rose Smith - violiste
- Julio Sigauque - gitarist
- Josh Hawk - basgitarist
- Peter Cohen - drummer

## Discografie

### Singles
| Single met eventuele hitnotering(en) in de Nederlandse Top 40 | Datum van verschijnen | Datum van binnenkomst | Hoogste positie | Aantal weken | Opmerkingen                                                     |
| ------------------------------------------------------------- | --------------------- | --------------------- | --------------- | ------------ | --------------------------------------------------------------- |
| Waka waka (This time for Africa)                              | 2010                  | 29-05-2010            | 6               | 16           | met Shakira / WK 2010 thema-nummer / Nr. 2 in de Single Top 100 |

| Single met hitnotering(en) in de Vlaamse Ultratop 50 | Datum van verschijnen | Datum van binnenkomst | Hoogste positie | Aantal weken | Opmerkingen                                  |
| ---------------------------------------------------- | --------------------- | --------------------- | --------------- | ------------ | -------------------------------------------- |
| Waka waka (This time for Africa)                     | 2010                  | 22-05-2010            | 1(5wk)          | 37           | met Shakira / WK 2010 thema-nummer / Platina |

### NPO Radio 2 Top 2000
Van Freshlyground stond alleen Waka Waka (This Time for Africa) (met Shakira) in 2022 in de NPO Radio 2 Top 2000, op plek 1762.